# Mistshenkoana
Mistshenkoana (лат.) — род прямокрылых сверчковых насекомых из подсемейства Podoscirtinae (Oecanthidae или Gryllidae). Юго-Восточная Азия и Австралия. Род назван в честь советского энтомолога Льва Леонидовича Мищенко (1909—1989), крупного специалиста по прямокрылым насекомым.

## Описание
Тело маленькое и стройное. Голова, переднеспинка и ноги с многочисленными сильными волосками. Рострум головы между усиковыми впадинами несколько более узкий, чем щиток, и с более или менее усеченной вершиной. Три простых глазка расположены треугольником. Нижнечелюстные пальпы шиповатые. Внутренний тимпанум открыт, а наружный стертый (только небольшая, слабо выраженная вогнутость). Задние бедра с широким вентральным желобом. Крылья длинные (задние заметно длиннее передних), передние крылья с жилкой Sc с несколькими ветвями, дистальная половина передних крыльев обычно с маленькими темными пятнами вокруг поперечных борозд. Задние голени зазубренные, с короткими и тонкими шипиками среди субапикальных шпор, более редкими по мере приближения к вершине; с шестью внутренними и пятью наружными субапикальными шпорами; тремя внутренними и тремя наружными вершинными шпорами, наружные короткие (средний длиннее, остальные два равной длины), внутренние длинные (верхний самый длинный, нижний самый короткий).

## Классификация
Род был впервые выделен в 1990 году российским энтомологом Андреем Васильевичем Гороховым, а его валидный статус был подтверждён в ходе ревизии, проведённой в 2024 году китайскими биологами.
- Mistshenkoana abbreviata Gorochov, 2007
- Mistshenkoana anatom Gorochov, 2008
- Mistshenkoana angustifrons Chopard, 1930
- Mistshenkoana anisyutkini Gorochov, 2007
- Mistshenkoana aperta Gorochov, 2007
- Mistshenkoana asymmetrica Gorochov, 2008
- Mistshenkoana baduri Gorochov, 2008
- Mistshenkoana belokobylskiji Gorochov, 1992
- Mistshenkoana beybienkoi Gorochov, 1990
- Mistshenkoana borneo Gorochov, 2007
- Mistshenkoana buonluoi Gorochov, 2007
- Mistshenkoana caudatus Bey-Bienko, 1966
- Mistshenkoana chopardi Bey-Bienko, 1966
- Mistshenkoana decora Gorochov, 2008
- Mistshenkoana designata Gorochov, 2008
- Mistshenkoana discreta Gorochov, 2007
- Mistshenkoana erromango Gorochov, 2008
- Mistshenkoana fijiensis Gorochov, 1990
- Mistshenkoana gouriatus Zheng, Xin, Xie & Ma, 2021[3]
- Mistshenkoana gracilis (Chopard, 1925)
- Mistshenkoana higaonon Tan & Salvador, 2023[4]
- Mistshenkoana hulu Gorochov, 2007
- Mistshenkoana kisarani Gorochov, 2007
- Mistshenkoana kolobagara Gorochov, 2008
- Mistshenkoana kongtumensis Gorochov, 1990 — typus
- Mistshenkoana kukum Gorochov, 2008
- Mistshenkoana lata Gorochov, 2008
- Mistshenkoana longa Gorochov, 2008
- Mistshenkoana lunotan Tan & Salvador, 2023[4]
- Mistshenkoana malakula Gorochov, 2008
- Mistshenkoana melanocephala He & Wei, 2024
- Mistshenkoana nhachangi Gorochov, 2007
- Mistshenkoana nigrifrons Gorochov, 2007
- Mistshenkoana ornata Gorochov, 2007
- Mistshenkoana ounua Gorochov, 2008
- Mistshenkoana ouveus Otte, 1987
- Mistshenkoana padangi Gorochov, 2007
- Mistshenkoana pangrango Gorochov, 2007
- Mistshenkoana pileata Gorochov, 2008
- Mistshenkoana polyphemus Gorochov, 2008
- Mistshenkoana propria Gorochov, 2007
- Mistshenkoana proxima Gorochov, 2007
- Mistshenkoana ralum Gorochov, 2008
- Mistshenkoana rennell Gorochov, 2008
- Mistshenkoana reticulata Gorochov, 2007
- Mistshenkoana rufa Gorochov, 2008
- Mistshenkoana sharovi Gorochov, 1990
- Mistshenkoana solomonica Gorochov, 2008
- Mistshenkoana sumbawae Gorochov, 2007
- Mistshenkoana surda Chopard, 1929
- Mistshenkoana symmetrica Gorochov, 2008
- Mistshenkoana tembelingi Gorochov, 2007
- Mistshenkoana tianya He & Wei, 2024
- Mistshenkoana uniformis Gorochov, 2008
- Mistshenkoana vanuatu Gorochov, 2008
- Mistshenkoana vitiensis Saussure, 1878
- Mistshenkoana weta Otte & Alexander, 1983